# Țara Eduard al VII-lea
Țara Eduard al VII-lea este denumirea britanică a unui teritoriu antarctic a cărei posesie („suveranitate”) a fost revendicată de Marea Britanie (în perioada imperială) și ulterior de Noua Zeelandă (înainte de semnarea Tratatului Antarcticii în 1958), revendicarea nefiind însă recunoscută de celelate state ale lumii.

## Descoperirea Țării Eduard al VII-lea
Scott era un comandant cu experiență în expediții polare, conducând mai înainte Expediția Discovery din Antarctica între anii 1901-1904. Expediția Terra Nova, numită astfel după nava de aprovizionare, a fost una privată, finanțată prin donații publice dar și de un grant oferit de guvern. A fost susținută și de Amiralitate, care a contribuit cu marinari experimentați, dar și de către Royal Geographical Society. Pe lângă încercarea polară, expediția a avut și un important rol științific, explorând Zona Victoria și Munții de Vest. S-a încercat fără succes debarcarea și explorarea Țării Eduard al VII-lea. Călătoria către Capul Crozier în iunie și iulie 1911 a fost prima de acest gen din timpul iernii antarctice.